# Euplexia semifascia
Euplexia semifascia är en fjärilsart som beskrevs av Walker 1865. Euplexia semifascia ingår i släktet Euplexia och familjen nattflyn. Inga underarter finns listade i Catalogue of Life.